# Сластёны (Дрибинский район)
Сластёны (бел. Сласцёны) — деревня в составе Первомайского сельсовета Дрибинского района Могилёвской области Белоруссии.

## Население
- 1999 год — 30 человек.
- 2010 год — 15 человек.

## Известные личности
Кудлачёв, Виктор Семёнович (род. 1936) — белорусский поэт. Член Союза писателей Беларуси (1991).